# Erik Axel Karlfeldt
Erik Axel Karlfeldt (Avesta, 20 luglio 1864 – Stoccolma, 8 aprile 1931) è stato un poeta svedese.

## Biografia
Karlfeldt nacque da una famiglia di contadini a Karlbo, una frazione del comune di Avesta, nella provincia di Dalarna. Inizialmente il suo nome era Erik Axel Eriksson ma poi lo cambiò nel 1889 perché suo padre era un criminale. Studiò all'Università di Uppsala.
Nel 1904 Karlfeldt divenne membro dell'Accademia svedese. Nel 1905 divenne membro del Nobel Institute of the Academy, e, nel 1907, del Nobel Committee. Nel 1912 venne eletto segretario permanente dell'Accademia, una carica che occupò fino alla sua morte.
Nel 1931 subito dopo la sua morte gli venne assegnato il Premio Nobel per la letteratura; lo aveva rifiutato per correttezza (essendo membro dell'Accademia) nel 1918. L'Università di Uppsala, l'alma mater di Karlfeldt, gli assegnò il titolo di Dottore di Filosofia honoris causa nel 1917.

## Opere scelte
- Canzoni della landa e d'amore (Vildmarks- och kärleksvisor, 1895)
- Canzoni di Fridolin (Fridolins visor och andra dikter, 1898)
- Il giardino di Fridolin (Fridolins lustgård och Dalmålningar på rim, 1901
- Flora e Pomona (Flora och Pomona, 1906)
- Flora e Bellona (Flora och Bellona, 1918)
- Corno autunnale (Hösthorn, 1927)